# Wie man Erfolg hat, ohne sich besonders anzustrengen
Wie man Erfolg hat, ohne sich besonders anzustrengen ist eine US-amerikanische Filmkomödie von David Swift mit Robert Morse und Michele Lee in den Hauptrollen. Der Film wurde von der Mirisch Corporation produziert und basiert auf dem 1961 uraufgeführten Musical How to Succeed in Business Without Really Trying von Frank Loesser, Abe Burrows, Jack Weinstock und Willie Gilbert, welches wiederum auf dem gleichnamigen Karriereratgeber von 1952 basierte, der von Shepherd Mead mit dem Untertitel The Dastard's Guide to Fame and Fortune verfasst wurde. Die Premiere des Films fand am 9. März 1967 statt. In der Bundesrepublik Deutschland kam er am 27. Oktober 1967 in die Kinos.

## Handlung
Auf dem Weg zur Arbeit kauft sich der Fensterputzer J. Pierpont Finch eine Ausgabe des Buches Wie man Erfolg hat, ohne sich besonders anzustrengen. Fasziniert von der Lektüre verlässt er seine Arbeitsstelle und betritt das Gebäude der World Wide Wicket Company. Er flirtet mit der Sekretärin Rosemary Pilkington und lässt den Personalmanager glauben, er sei ein guter Freund des Firmeninhabers Jesper Biggley. Finch erhält einen Job in der Poststelle.
Der ehemalige Fensterputzer befolgt die Ratschläge des Buches Punkt für Punkt. Mit der Zeit steigt er in der Hierarchie des Unternehmens auf und hat einen Managerposten inne. Er zieht dafür den Hass von Biggleys Neffen Bud Frump auf sich. Finch arbeitet weitere Punkte des Buches ab und bringt eigene Ideen und Methoden ein. Nach einiger Zeit ist er der Leiter der Werbeabteilung. Biggley verabscheut Fernsehsendungen, bei den Zuschauer mit Preisen überschüttet werden. Dies weiß auch Bud und bringt Finch dazu, eine vom Fernsehen ausgestrahlte Schatzsuche zu veranstalten. Zu Buds Erstaunen ist Biggley von der Idee begeistert, insbesondere weil seine Freundin Hedy LaRue als Treasure Girl durch die Sendung führen soll. Hedys Ankündigung, dass die Schätze in den Büros des Unternehmens auf der ganzen Welt versteckt seien, führt dazu, dass Schatzsucher die Büros verwüsten.
Betroffen von der Entwicklung gesteht Finch, ein einfacher Fensterputzer zu sein, der Erfolg haben wollte. Der Vorstandsvorsitzende Willy Womper, selbst vom Fensterputzer aufgestiegen, hört das Geständnis. Nach Verkündung seines Rücktritts macht er Finch zu seinem Nachfolger. Am Ziel seiner Träume angelangt, gesteht Finch Rosemary seine Liebe und verspricht, seine Ambitionen zu zügeln. Die glückliche Rosemary erklärt, sie würde ihn immer lieben, ob als Botenjunge oder als Präsident der Vereinigten Staaten. Finch wird nachdenklich. Kurz darauf sieht man ihn die Fenster des Weißen Hauses putzen.

## Produktion

### Hintergrund
Gedreht wurde der Film vom 2. Mai bis zum 11. Juli 1966 in New York sowie in den Samuel-Goldwyn-Studios in West Hollywood.
1964 erwarb Walter Mirisch die Filmrechte an dem Musical für eine Million Dollar plus einer 25-prozentigen Gewinnbeteiligung. Die Adaption war einer von fünf Theaterverfilmungen, die in den nächsten zwei Jahren für ein Gesamtbudget von 39 Millionen Dollar gedreht werden sollten, wobei Wie man Erfolg hat mit 5,5 Millionen der kostengünstigste aus der Gruppe war. 1966 wurde ein Budget von nur noch 2,5 Millionen Dollar angegeben, was den Film zur rekordbrechenden Low-Budget-Produktion unter den Filmmusicals machte.
Regisseur, Autor und Produzent David Swift erläuterte in einem Interview, dass er Columbia Pictures, bei denen er unter Vertrag stand, den Kauf der Filmrechte an dem Musical nahegelegt hatte. Swift war ein großer Fan und hatte mehrere Aufführungen gesehen. Als Mirisch die Rechte erwarb, ließ Swift sich von Columbia für diesen Film ausleihen. Er fertigte innerhalb von sieben Tagen ein Drehbuch an. Für die Besetzung wollte er bestimmte Darsteller aus dem Musical verpflichten, insbesondere Rudy Vallée. Weitere Schauspieler aus dem Musical waren Robert Morse, Ruth Kobart und Sammy Smith. Michele Lee, Maureen Arthur und Jeff DeBanning waren erst bei späteren Aufführungen dabei. Der Musicaldarsteller Joe Cowan musste nach einer ärztlichen Diagnose, bei der zu hoher Blutdruck diagnostiziert wurde, zurücktreten. Cowan hatte vor, den Arzt zu verklagen, nachdem andere Ärzte niedrigere Werte feststellten.
Nach Abschluss der Dreharbeiten wurde im Juli 1966 berichtet, dass für den Kinoeinsatz in Übersee eine Version ohne Musicalnummern gedreht wurde. Man hielt es für schwierig, wenn nicht gar unmöglich, die Musicalnummern in die entsprechenden Sprachen zu synchronisieren. Es war jedoch unklar ob diese Versionen, bei denen ca. 30 Minuten fehlten, notwendig werden würden, dennoch wurden zusätzliche Szenen als Dialogbrücken gedreht.

### Mitwirkende
| Figur                      | Darsteller        | Deutscher Sprecher |
| -------------------------- | ----------------- | ------------------ |
| J. Pierpont Finch          | Robert Morse      | Michael Günther    |
| Rosemary Pilkington        | Michele Lee       | Sabine Eggerth     |
| Jesper Biggley             | Rudy Vallée       | Klaus W. Krause    |
| Bud Frump                  | Anthony Teague    | Horst Gentzen      |
| Hedy LaRue                 | Maureen Arthur    | Ingeborg Wellmann  |
| Bert Bratt                 | John Myhers       | Franz-Otto Krüger  |
| Lucille Krumholtz          | Carol Worthington | Ingrid van Bergen  |
| Miss Smith                 | Kathryn Reynolds  | Käte Jaenicke      |
| Miss Jones                 | Ruth Kobart       | Friedel Schuster   |
| Twimble/Womper             | Sammy Smith       | Erich Fiedler      |
| Gatch                      | Jeff DeBanning    | Konrad Wagner      |
| Tackaberry                 | Robert Q. Lewis   | John Pauls-Harding |
| Toynbee                    | Paul Hartman      | Kurt Waitzmann     |
| Benjamin Ovington          | Murray Matheson   | Curt Ackermann     |
| Werbefachmann              | Wally Strauss     | Guido Weber        |
| TV-Ansager                 | George Fenneman   | Götz Clarén        |
| Passant                    | Tucker Smith*     | Christian Brückner |
| Mrs. Needlebaum            | Helen Verbit*     | Lola Luigi         |
| * nicht im Abspann erwähnt |                   |                    |

Robert F. Boyle oblag die künstlerische Leitung. Der nicht mit ihm verwandte Edward G. Boyle war für das Szenenbild zuständig. Verantwortlicher Toningenieur waren Robert Martin und Clem Portman.
In kleinen nicht im Abspann erwähnten Nebenrollen traten George DeNormand, Robert Osborne, Mark Russell, Anne Seymour und Tucker Smith auf.
Regisseur David Swift hatte einen Cameo-Auftritt als Fahrstuhlführer.
Michele Lee gab ihr Filmdebüt.

### Musik
Aus dem Musical wurden folgende Nummern gespielt:
- How to Succeed
- The Company Way
- A Secretary Is Not a Toy
- Been a Long Day
- I Believe in You
- Grand Old Ivy
- Rosemary
- Gotta Stop That Man
- Brotherhood of Man
- How to Succeed (Wiederholung)

Das Stück Paris Original gab es nur als Klavierbegleitung zu hören. Vier weitere Stücke wurden im Film nicht gespielt (Cinderella, Darling, Heart of Gold, Happy to Keep His Dinner Warm und Yo Ho Ho).
Milton Carruth war für den Musikschnitt verantwortlich.

## Kritiken
Wie man Erfolg hat … erhielt ein gutes Presseecho. So erfasst der US-amerikanische Aggregator Rotten Tomatoes 92 % wohlwollende Besprechungen und ordnet den Film damit als „Frisch“ ein.
Das Lexikon des internationalen Films schrieb: „Tempo- und gagreiche, aber oberflächliche Verfilmung eines Broadway-Musicals. Die gezielte Persiflage eines skrupellosen Erfolgsmenschen ist zu einem harmlosen Lustspiel verflacht.“
Bosley Crowther von der The New York Times bescheinigte David Swift, dass er den Witz, Glanz und Schwung des Musicals nicht verringert habe. Er habe alles, was den Erfolg der Bühnenshow ausmache, auf die Leinwand gebracht: die Hauptdarsteller Morse und Vallée, den enormen Spott sowie die meisten Musicalnummern.
Tony Mastroianni schrieb in der Cleveland Press, Loessers Musical sei nahezu intakt auf die Leinwand gebracht worden. Es sei eines der besten Musicalfilme aller Zeiten.
Penelope Houston notierte in der Zeitschrift The Spectator, der Film sei ein recht unmodernes Musical, das ungezwungen um den gnomenhaften Robert Morse herumkonstruiert wurde. Zwar sei er etwas nervös im Tonfall, aber er sei lustig und von Regisseur Swift in einem schlichten kräftigen Rhythmus inszeniert.
Der Kritiker des TV Guide sah eine beißende Musical-Satire, einen netten Spaß.

## Auszeichnungen
Robert Morse wurde 1967 für den Laurel Award als bester Hauptdarsteller in einer Komödie nominiert und belegte den vierten Platz.
1968 wurde David Swift für den WGA-Award der Writers Guild of America für das beste amerikanische Musical nominiert.